# ديفيد تومسون (لاعب كرة قدم)
ديفيد تومسون (بالإنجليزية: David Thompson)‏ (20 نوفمبر 1968 في المملكة المتحدة - ) هو لاعب كرة قدم بريطاني في مركز الدفاع. لعب مع كامبريدج يونايتد ونادي بريستول سيتي ونادي برينتفورد ونادي بلاكبول ونادي ميلوول ويوفل تاون ونادي كامبريدج ستي.

## وصلات خارجية
- ديفيد تومسون (لاعب كرة قدم) على موقع قاعدة بيانات كرة القدم.إي يو (الإنجليزية)
- ديفيد تومسون (لاعب كرة قدم) على موقع Soccerbase.com (لاعب) (الإنجليزية)